# Chevignon
Les Établissements Charles Chevignon, exploitant la marque Chevignon, sont une entreprise de prêt-à-porter française fondée en 1979 par Guy Azoulay. C'est grâce à la confection de blousons en cuir que la marque doit ses premiers succès commerciaux à Mazamet. L'entreprise fait partie un temps du groupe Vivarte, jusqu'en mars 2019 où elle est cédée la Société Civile Financière Royer, associée à Stéphane Coolaert et Thierry Le Guénic.
Identifiable avec son iconique logotype représentant un canard (colvert) en vol, Chevignon est actuellement[Quand ?] présent dans plus d'une vingtaine de pays et possède une soixantaine de points de vente sur le territoire français.

## Historique
Guy Azoulay fonde en 1979 la marque Chevignon. Quelques années plus tard apparaissent la ligne de cuir vieilli et la ligne « Kids » destinée aux enfants.
En 1984 est lancée la doudoune Tog's. Elle porte un écusson trouvé par Azoulay dans un marché aux puces japonais représentant une oie en vol, qui devient le symbole de la marque.
En 1990 sont mises sur le marché des cigarettes Chevignon, une cigarette blonde qui crée alors une grosse polémique ; la commercialisation s'arrête l'année suivante.
Dès 1992, est envisagé par Guy Azoulay de s'associer à un grand du prêt-à-porter afin de réorienter la marque. Finalement, Chevignon est acheté en 1995 par la marque Naf Naf ; Guy Azoulay reste comme directeur artistique,.

Le parfum mixte « Best of » est commercialisé en 1996.
L'année 2005 voit l'arrivée d'une nouvelle direction artistique et d'une réorientation des collections vers le style vintage des origines de la marque. Deux ans plus tard, Vivarte achète le groupe Naf Naf et donc de Chevignon,. Rapidement, un nouveau logo et une segmentation de la collection avec la création des lignes « Legend » et « Unlimited » apparaissent. Pour les trente ans de la marque en 2009, la doudoune « Togs Unlimited » est rééditée.
L'année suivante, Jacques Shu collabore avec la marque sur cinq nouvelles versions de la Tog's, vendues en exclusivité chez colette.
Le magasin en ligne est lancé en 2011 et la marque est réintroduite sur les marchés historiques du Royaume-Uni et de l'Allemagne. Une collection avec le directeur artistique Milan Vukmirovic est lancée.
En 2014, Chevignon collabore avec le maroquinier Léon Flam, mais aussi en 2012 avec le cordonnier Pataugas. Plus récemment, Chevignon s'est associé, fin 2014, avec GPA et Helstons pour proposer à la vente des casques et blousons de moto et maintenant ils ont fait une collaboration avec le cap gang.
En octobre 2018, le groupe Vivarte annonce être en négociations pour vendre Chevignon .
À l’issue des négociations exclusives engagées au mois d’octobre 2018, Vivarte confirme le rachat de l’enseigne Chevignon par Société Civile Financière Royer (société-mère du groupe Royer), associée à Stéphane Collaert (le repreneur de Texier Maroquinier)  et Thierry Le Guenic (repreneur de Vanessa Bruno), deux spécialistes de la mode et de la distribution.

## Logos de Chevignon
Chevignon a connu plusieurs logos depuis sa création.

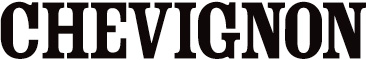
Calligraphie Chevignon

- Evolution du logo Chevignon